# Skovby Sogn (Skanderborg Kommune)
 For alternative betydninger, se Skovby Sogn. (Se også artikler, som begynder med Skovby Sogn)
Skovby Sogn er et sogn i Skanderborg Provsti (Århus Stift).
I 1800-tallet var Skovby Sogn anneks til Skivholme Sogn. Begge sogne hørte til Framlev Herred i Aarhus Amt. Skivholme-Skovby sognekommune blev ved kommunalreformen i 1970 indlemmet i Galten Kommune, som ved strukturreformen i 2007 indgik i Skanderborg Kommune.
I Skovby Sogn ligger Skovby Kirke.
I sognet findes følgende autoriserede stednavne:
- Skovby (bebyggelse, ejerlav)
- Smedskov Huse (bebyggelse)
- Klank (bebyggelse) Sognegrænse til Galten Sogn går gennem området